# Футбольная федерация Самоа
Футбольная федерация Самоа (англ. Football Federation Samoa) — основанная в 1968 году организация, которая управляет футболом в Независимом Государстве Самоа. С 1984 года входит в Конфедерацию футбола Океании, с 1986 года — член ФИФА. Штаб-квартира организации расположена в Апиа.
Под эгидой Футбольной федерации Самоа проводятся национальный чемпионат и кубок, а также выступают на международной арене мужские и женские сборные страны различных уровней.